# Fernández Alonso
Fernández Alonso, también conocido como Puesto Fernández Alonso o Puerto Fernández Alonso es una pequeña ciudad y un municipio de Bolivia, ubicado en la provincia de Obispo Santistevan en el departamento de Santa Cruz. El municipio tiene una superficie de 760,1 km² y cuenta con una población de 15.117 habitantes (según el Censo INE 2012).
Fue nombrado en honor al presidente boliviano Severo Fernández Alonso.

## Geografía
El municipio de Fernández Alonso se encuentra en la parte sur de la provincia Obispo Santistevan, al oeste del departamento de Santa Cruz. Limita al sur y suroeste con el municipio de Mineros, al oeste con el municipio de San Pedro y al este con el municipio de San Julián en la provincia Ñuflo de Chaves.

## Demografía
De acuerdo con el censo boliviano de 2024, la población del municipio de Fernández Alonso es de 14 625 habitantes.
La población del municipio aumentó en un tercio entre 1992 y 2012, pero se ha estancado desde entonces:
| Año  | Habitantes (municipio) | Fuente |
| ---- | ---------------------- | ------ |
| 1992 | 8.292                  | Censo  |
| 2001 | 11.363                 | Censo  |
| 2012 | 15.117                 | Censo  |
| 2024 | 14.625                 | Censo  |